# Arctosa mossambica
Arctosa mossambica là một loài nhện trong họ Lycosidae.
Loài này thuộc chi Arctosa. Arctosa mossambica được Carl Friedrich Roewer miêu tả năm 1960.